# Rain-in-the-Face
Rain-in-the-Face (în lakota: Ité Omáǧažu; n. 1835, Cheyenne River⁠(d), Wyoming, SUA – d. 15 septembrie 1905, Dakota de Sud, SUA) a fost o căpetenie a tribului Lakota. Mama sa era înrudită cu membri din tribul celebrului lider Inkpaduta⁠(d). A participat la bătălia de la Little Big Horn din 1876, unde regimentul 7 cavalerie⁠(d) aflat sub comanda lt. col. George Armstrong Custer a fost învins.

## Biografie
Născut în teritoriul Dakota lângă confluența râului Cheyenne⁠(d) în jurul anului 1835, Rain-in-the-Face era membru al tribului Hunkpapa⁠(d). Se bănuiește că și-a câștigat numele după un conflict în care a fost stropit de sângele adversarului său din tribul Cheyenne⁠(d). Spre finalul vieții, căpetenia a declarat că numele său a fost confirmat de un incident întâmplat în tinerețe, când era implicat într-o bătălie cu un grup de indieni Gros Ventre⁠(d) în timpul unei furtuni puternice; după o lungă luptă, fața sa era 
A luptat pentru prima dată împotriva albilor în vara anului 1866, când participat la un raid împotriva Fortului Totten⁠(d). În 1868, a luat parte la masacrul Fetterman⁠(d) în apropiere de Fortul Phil Kearny⁠(d). A luptat din nou împotriva armatei Statelor Unite în bătălia de la Honsinger Bluff⁠(d) din 1973; acolo a ucis două persone - medicul veterinar John Honsinger și un alt civil - în apropiere de orașul contemporan Miles City, Montana⁠(d). S-a întors în rezervația Standing Rock, dar a fost arestat de căpitanul Thomas Custer⁠(d) în 1874 la ordinul generalului George A. Custer pentru uciderea lui Honsinger. A fost dus la Fort Abraham Lincoln⁠(d) și întemnițat. Totuși, a reușit să scape - sau a fost eliberat de polițiștii amerindieni - și s-a întors în rezervație, iar apoi a fugit către râul Powder⁠(d). În primăvara anului 1876, s-a alăturat tribului căpeteniei Sitting Bull și a călătorit împreună cu acesta spre râul Little Bighorn⁠(d) la începutul lunii iunie.
În timpul bătăliei de la Little Big Horn de pe dealul Custer din 25 iunie 1876, s-a presupus că Rain-in-the-Face i-a smuls inima căpitanului Thomas Custer, o ispravă  popularizată de poetul american Henry Wadsworth Longfellow în poemul„ The Revenge of Rain in the Face”. Potrivit legendei, Rain-in-the-Face a jurat răzbunare, deoarece considera că Thomas Custer l-a întemnițat pe nedrept în 1874. Unele relatări contemporane susțin că acesta l-a ucis și pe George Custer, însă există mulți alți războinici care au formulat declarații similare. Spre finalul vieții, într-o conversație cu scriitorul Charles Eastman⁠(d), Rain-in-the-Face a negat că l-a ucis pe George Custer sau mutilat pe Thomas Custer,
Rain-in-the-Face a fugit împreună cu alți membri ai tribului Hunkpapa spre nord în Canada, trăind timp de câțiva ani în exil. Într-un final, tribul s-a predat în 1880 forțelor americane și a fost transferat în rezervația Standing Rock⁠(d) în următorul an. Conform unui recensământ desfășurat la Standing Rock în septembrie 1881, tribul lui Rain-in-the-Face este alcătuit din 39 de familii sau 180 de persoane.
Căpetenia a murit în casa sa de la Bullhead Station din rezervația Standing Rock. Pe patul de moarte, acesta i-a mărturisit unui misionar că este posibil ca el să fi fost cel care l-a ucis pe Custer.